# Karsan Atak
A Karsan Atak városi midi autóbusz, melyet a török Karsan gyár készít 2014 óta.

## Budapesten
A Budai Várnegyedben közlekedő Ikarus 405-ös autóbuszok szükségessé váló cseréje miatt a Budapesti Közlekedési Központ midibusztendert hirdetett ki, melyet a török Karsan nyert meg. 16 darab alacsony padlós, környezetkímélő Euro6-os motorral felszerelt Atak típusú buszt szállítottak le, melyek 2015. november 19-étől fokozatosan álltak forgalomba a 16-os, 16A, 116-os és az éjszakai 916-os vonalakon. 2016 májusától a 16A és 116-os vonalakon Modulo Medio Electric buszok álltak forgalomba, a Karsanok egy része ezért a Citadellához közlekedő 27-es vonalra került. 2017. április 18-án este, körülbelül 9 órakor a Széll Kálmán téren tartózkodó NCV–287-es rendszámú autóbusz teljesen kiégett, melyet másnap az állományból is töröltek. Helyére a gyár másik buszt küldött, amit a BKV NCV–287-es rendszámmal vett állományba.
A járművek jelenleg (2023. március) az alábbi viszonylatokon teljesítenek szolgálatot:
| Buszjáratok                                              |
| -------------------------------------------------------- |
| 16, 16A, 27, 87, 87A, 116, 149, 158, 187, 241, 241A, 916 |